# Андре, Габи
Га́би Андре́ (фр. Gaby Andreu, в англоязычном кинематографе известна как Gaby André; 5 марта 1920, Шалон-ан-Шампань — 9 августа 1972, Рим) — французская киноактриса, также снимавшаяся в фильмах Италии, США и Великобритании.

## Биография
Габриэлла Луиза Матильда Андре (полное имя актрисы) родилась 5 марта 1920 года в городе Шалон-ан-Шампань (Франция).
Начала сниматься в кино в 1938 году. С 1950 года актрису стали приглашать для съёмок в США, с 1952 года снималась в основном в итальянских лентах, с 1958 года изредка появлялась в британских кинофильмах. Так продолжалось до 1960 года, после этого были лишь единичные роли в 1963 и 1970 годах.
С 1952 года до самой смерти жила в Риме.
Габи Андре скончалась от рака 27 августа 1972 года в Риме, где и была похоронена.
Личная жизнь
6 февраля 1947 года Андре вышла замуж за мужчину по имени Эли Смит и прожила с ним всю жизнь до самой своей смерти. От этого брака осталась дочь Кароль (род. 1953), также ставшая известной киноактрисой.

## Избранная фильмография
- 1938 — Шанхайская драма[фр.] / Le Drame de Shanghaï — подруга Веры
- 1938 — Вход для артистов[фр.] / Entrée des artistes — Мирель, ученица консерватории
- 1939 — Белые рабыни[фр.] / L'Esclave blanche — девушка из гарема
- 1939 — Конец дня / La Fin du jour — Даниэла
- 1940 — Потерянный рай / Paradis perdu — Ирен[3]
- 1940 — Наследник Мондезира[фр.] / L'Héritier des Mondésir — Жанин Ричард
- 1941 — Странная Сюзи[фр.] / L'Étrange Suzy — Алинэ
- 1941 — Парад семи ночей[фр.] / Parade en sept nuits — Эстель, деревенская девушка
- 1942 — Картакалья, королева цыган[фр.] / Cartacalha, reine des gitans — Пирибиши
- 1942 — Дом семи девушек[фр.] / La Maison des sept jeunes filles — Роланда
- 1943 — Возвращение к началу[фр.] / Départ à zéro — Стелла
- 1943 — Песнь изгнанника[фр.] / Le Chant de l'exilé — Мария
- 1943 — Адемаи — бандит чести[фр.] / Adémaï bandit d'honneur — Фортуната
- 1943 — Единственная любовь[фр.] / Un seul amour — Софи де ла Турнель
- 1944 — Ангел ночи[фр.] / L'Ange de la nuit — Симона
- 1946 — Вокзальная улица, 120[фр.] / 120, rue de la Gare — Сюзанна Парментье
- 1946 — Нищие в раю[фр.] / Les Gueux au paradis — Мари
- 1950 — Пожалуйста, верь мне[англ.] / Please Believe Me — мадемуазель Карне
- 1950 — Шоссе 301 / Highway 301 — Ли Фонтейн
- 1951 — Бонифаций-сомнамбула / Boniface somnambule — Стелла Гаццини
- 1952 — Зелёная перчатка / The Green Glove — Гэби Сондерс
- 1952 — Несправедливый приговор[итал.] / L'ingiusta condanna — Анна Валли
- 1953 — Джузеппе Верди[итал.] / Giuseppe Verdi — Джузеппина Стреппони
- 1954 — До вечера[итал.] / Prima di sera — жена Банчани
- 1958 — Странный мир планеты Икс / The Strange World of Planet X — Мишель Дюпон, компьютерный эксперт[4]
- 1958 — Инкогнито[фр.] / Incognito — Хильда Поренсон
- 1960 — Месть Геркулеса[итал.] / La vendetta di Ercole — Исмена
- 1963 — Знак Зорро[итал.] / Il segno di Zorro — сеньора Гутьеррес
- 1970 — Кошечка, кошечка, я люблю тебя[англ.] / Pussycat, Pussycat, I Love You — Флавия